# Dutch Open 1962

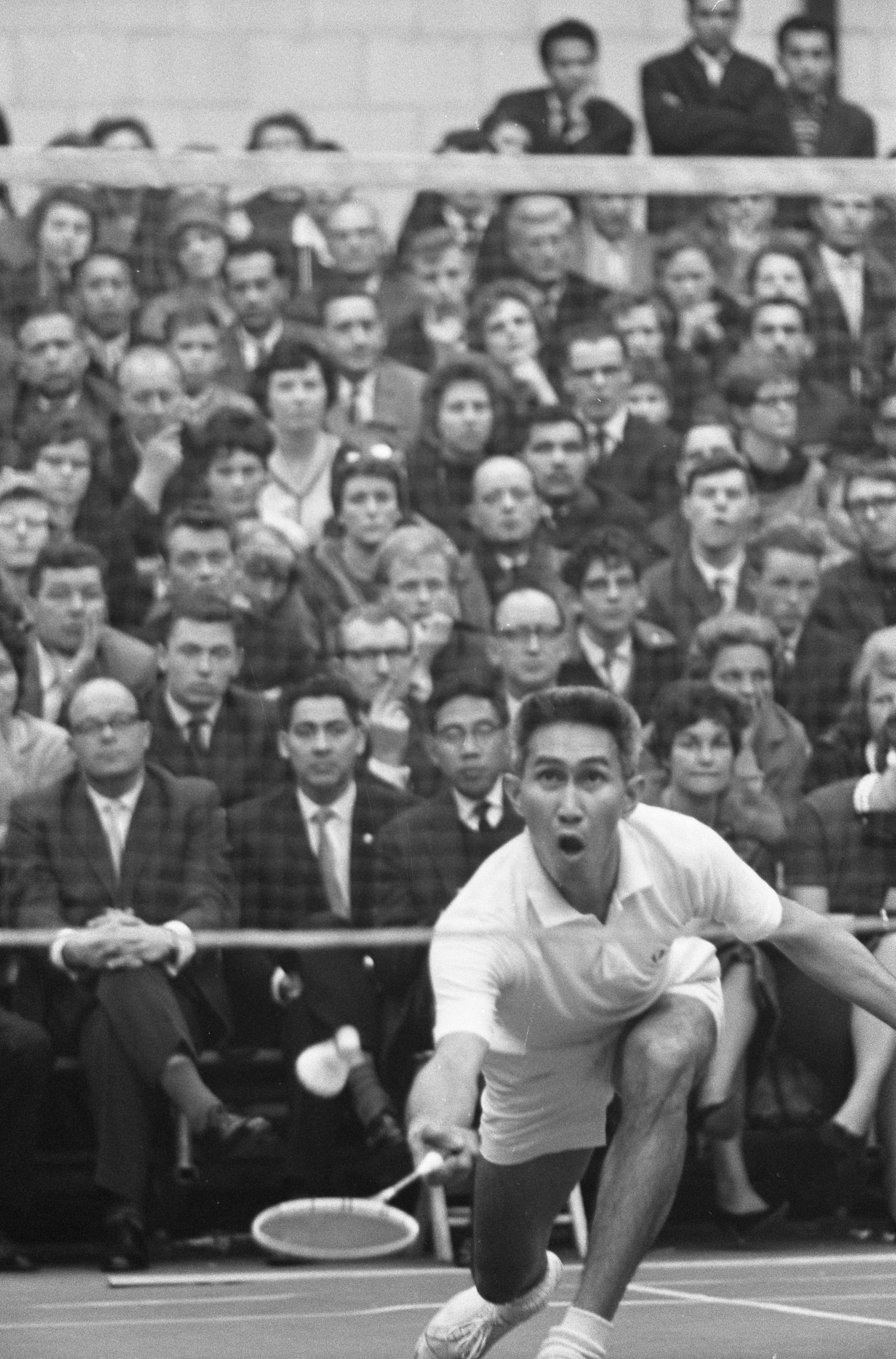
Der Sieger im Herreneinzel Ferry Sonneville

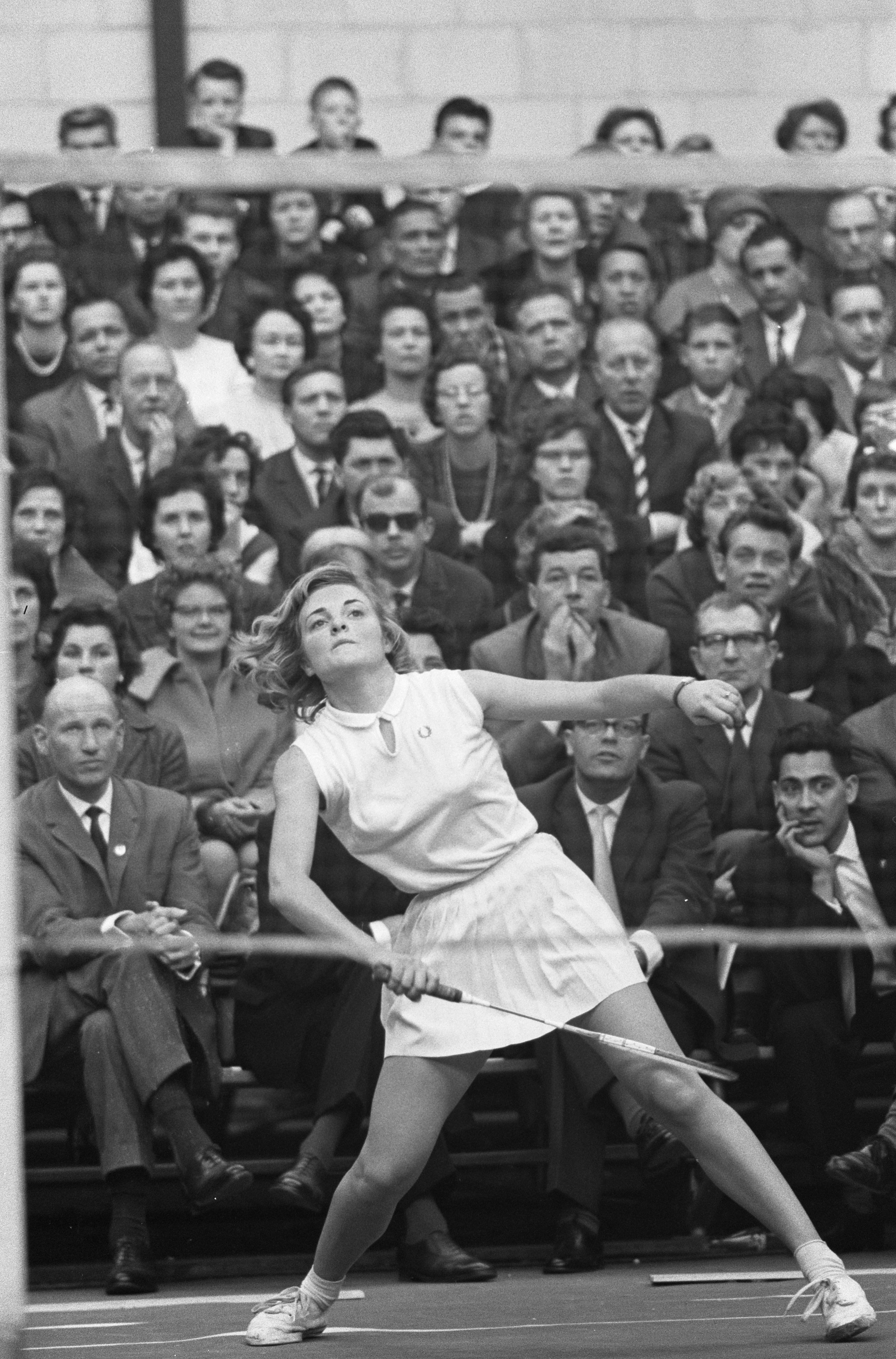
Die Siegerin im Dameneinzel Kirsten Dahl

Die Dutch Open 1962 im Badminton fanden vom 10. bis zum 11. Februar 1962 erstmals in der Duinwijckhal in Haarlem statt.

## Finalergebnisse
| Disziplin    | Sieger                            | Finalist                     | Ergebnis          |
| ------------ | --------------------------------- | ---------------------------- | ----------------- |
| Herreneinzel | Ferry Sonneville                  | Charoen Wattanasin           | 15-7, 15-3        |
| Dameneinzel  | Kirsten Dahl                      | Bente Flindt                 | 11-12, 11-4, 11-6 |
| Herrendoppel | Charoen Wattanasin Oon Chong Teik | Oon Chong Jin Ole Mertz      | 15-12, 15-13      |
| Damendoppel  | Bente Flindt Ulla Rasmussen       | Els Robbé Jennifer Pritchard | 15-11, 15-8       |
| Mixed        | Oon Chong Teik Ulla Rasmussen     | Charoen Wattanasin Els Robbé | 15-10, 15-5       |